# Joe Nieuwendyk
Joe Nieuwendyk (* 10. září 1966) je bývalý kanadský hokejista, který hrával v National Hockey League. Je držitelem třech Stanley Cupů. Mimo svou produktivitu byl ceněn za schopnosti na vhazování. Po skončení aktivní kariéry působí jako hokejový funkcionář – v současné době jako generální manažer týmu Dallas Stars. U příležitosti 100. výročí NHL byl v lednu 2017 vybrán jako jeden ze sta nejlepších hráčů historie ligy.

## Hráčská kariéra

### Klubová kariéra
Předtím než začal nastupovat v NHL, hrával univerzitní hokej v soutěžích NCAA za tým Cornell University. Draftován byl v roce 1985, ale další dvě sezóny zůstal hrát v univerzitní lize a dvakrát byl nominován do jejího All-star týmu. V sezóně 1986/1987 nastřílel ve 23 utkáních 26 gólů a dostal v několika utkáních šanci v zápasech NHL za Calgary Flames. Naplno se jeho talent projevil v následující sezóně, ve které stále jako nováček zaznamenal 51 gólů a 92 kanadských bodů. Vysloužil si za to cenu pro nejlepšího nováčka sezóny – Calder Memorial Trophy. V další sezóně (1988/1989) zopakoval statistiku vstřelených gólů (51 branek za sezónu již v kariéře nevylepšil), navíc deseti góly v play-off přispěl výrazně k zisku Stanley Cupu, prvního pro sebe i pro Calgary. V týmu později dělal čtyři roky kapitána a zůstal v něm až do roku 1995, kdy byl vyměněn za Jarome Iginlu do Dallasu. Tam strávil následující téměř sedm let. Také zde se projevily jeho vůdčí schopnosti, byl jedním z pilířů týmu v jeho nejslavnější éře. V roce 1999 výrazně pomohl Dallasu z zisku Stanley Cupu, když ve vyřazovacích bojích zaznamenal 21 bodů a získal cenu pro nejužitečnějšího hráče v play-off (Conn Smythe Trophy). V letech 2002 až 2003 působil něco přes sezónu v New Jersey Devils, s nimiž získal svůj již třetí Stanley Cup. Poté ještě hrával za Toronto Maple Leafs a po výluce v sezóně 2004/2005 za Floridu Panthers. Tam v rozehrané sezóně 2006/2007 pro chronické potíže se zády ukončil aktivní kariéru.

### Reprezentační kariéra
Kanadu reprezentoval nejprve jako junior – v roce 1986 pomohl týmu ke stříbru, později v kategorii dospělých. Největšího úspěchu dosáhl v roce 2002, když byl součástí týmu, který vybojoval zlaté olympijské medaile.

## Úspěchy a ocenění
Týmové
- stříbrná medaile z mistrovství světa juniorů 1986
- vítěz Zimních olympijských her 2002 – s Kanadou
- držitel třech Stanley Cupů – 1989 s Calgary Flames, 1999 s Dallas Stars a 2003 s New Jersey Devils – jeden z deseti hráčů historie, kteří vybojovali Stanley Cup se třemi různými týmy

Individuální
- člen prvního All-star týmu ECAC 1986, 1987
- držitel Calder Memorial Trophy pro nejlepšího nováčka 1988
- člen NHL All-Rookie Team – nejlepší sestavy nováčků 1988
- vítěz King Clancy Memorial Trophy 1995
- držitel Conn Smythe Trophy 1999
- účastník NHL All-Star Game v letech 1988, 1989, 1990 a 1994

## Rekordy
Rekord NHL
- 4 branky v jedné třetině (11. ledna 1989 v utkání Calgary Flames vs. Winnipeg Jets), sdílí s 10 dalšími hráči

Klubové rekordy Calgary Flames
- nejlepší výkon nováčka v počtu bodů v sezóně – 92 (1987/1988)
- pět gólů v jednom utkání (11. ledna 1989 v utkání Calgary Flames vs. Winnipeg Jets)

## Klubové statistiky
| Sezona     | Klub                  | Soutěž     | Základní část | Základní část | Základní část | Základní část | Základní část | Play off | Play off | Play off | Play off | Play off |  |
| Sezona     | Klub                  | Soutěž     | Z             | G             | A             | B             | TM            | Z        | G        | A        | B        | TM       |  |
| ---------- | --------------------- | ---------- | ------------- | ------------- | ------------- | ------------- | ------------- | -------- | -------- | -------- | -------- | -------- |  |
| 1984–85    | Cornell Big Red       | ECAC       | 29            | 21            | 24            | 45            | 30            | —        | —        | —        | —        | —        |  |
| 1985–86    | Cornell Big Red       | ECAC       | 21            | 21            | 21            | 42            | 45            | —        | —        | —        | —        | —        |  |
| 1986–87    | Cornell Big Red       | ECAC       | 23            | 26            | 26            | 52            | 26            | —        | —        | —        | —        | —        |  |
| 1986–87    | Calgary Flames        | NHL        | 9             | 5             | 1             | 6             | 0             | 6        | 2        | 2        | 4        | 0        |  |
| 1987–88    | Calgary Flames        | NHL        | 75            | 51            | 41            | 92            | 23            | 8        | 3        | 4        | 7        | 2        |  |
| 1988–89    | Calgary Flames        | NHL        | 77            | 51            | 31            | 82            | 40            | 22       | 10       | 4        | 14       | 10       |  |
| 1989–90    | Calgary Flames        | NHL        | 79            | 45            | 50            | 95            | 40            | 6        | 4        | 6        | 10       | 4        |  |
| 1990–91    | Calgary Flames        | NHL        | 79            | 45            | 40            | 85            | 36            | 7        | 4        | 1        | 5        | 10       |  |
| 1991–92    | Calgary Flames        | NHL        | 69            | 22            | 34            | 56            | 55            | —        | —        | —        | —        | —        |  |
| 1992–93    | Calgary Flames        | NHL        | 79            | 38            | 37            | 75            | 52            | 6        | 3        | 6        | 9        | 10       |  |
| 1993–94    | Calgary Flames        | NHL        | 64            | 36            | 39            | 75            | 51            | 6        | 2        | 2        | 4        | 0        |  |
| 1994–95    | Calgary Flames        | NHL        | 46            | 21            | 29            | 50            | 33            | 5        | 4        | 3        | 7        | 0        |  |
| 1995–96    | Dallas Stars          | NHL        | 52            | 14            | 18            | 31            | 41            | —        | —        | —        | —        | —        |  |
| 1996–97    | Dallas Stars          | NHL        | 66            | 30            | 21            | 51            | 32            | 7        | 2        | 2        | 4        | 6        |  |
| 1997–98    | Dallas Stars          | NHL        | 73            | 39            | 30            | 69            | 30            | 1        | 1        | 0        | 1        | 0        |  |
| 1998–99    | Dallas Stars          | NHL        | 67            | 28            | 27            | 55            | 34            | 23       | 11       | 10       | 21       | 19       |  |
| 1999–00    | Dallas Stars          | NHL        | 48            | 15            | 19            | 34            | 26            | 23       | 7        | 3        | 10       | 18       |  |
| 2000–01    | Dallas Stars          | NHL        | 69            | 29            | 23            | 52            | 30            | 7        | 4        | 0        | 4        | 4        |  |
| 2001–02    | Dallas Stars          | NHL        | 67            | 23            | 24            | 47            | 18            | —        | —        | —        | —        | —        |  |
| 2001–02    | New Jersey Devils     | NHL        | 14            | 2             | 9             | 11            | 4             | 5        | 0        | 1        | 1        | 0        |  |
| 2002–03    | New Jersey Devils     | NHL        | 80            | 17            | 28            | 45            | 56            | 17       | 3        | 6        | 9        | 4        |  |
| 2003–04    | Toronto Maple Leafs   | NHL        | 64            | 22            | 28            | 50            | 26            | 9        | 6        | 0        | 6        | 4        |  |
| 2004–05    | nehrál – výluka v NHL | —          |               |               |               |               |               |          |          |          |          |          |  |
| 2005–06    | Florida Panthers      | NHL        | 65            | 26            | 30            | 56            | 46            | —        | —        | —        | —        | —        |  |
| 2006–07    | Florida Panthers      | NHL        | 15            | 5             | 3             | 8             | 4             | —        | —        | —        | —        | —        |  |
| NHL celkem | NHL celkem            | NHL celkem | 1257          | 564           | 562           | 1126          | 677           | 158      | 66       | 50       | 116      | 91       |  |